# Рекристаллизация
Рекристаллиза́ция — процесс образования и роста (или только роста) одних кристаллических зёрен (кристаллитов) поликристалла за счёт других. Скорость рекристаллизации резко (экспоненциально) возрастает с повышением температуры.  Рекристаллизация протекает особенно интенсивно в пластически деформированных материалах. При этом различают три стадии рекристаллизации:
- первичную, когда в деформированном материале образуются новые неискажённые кристаллиты, которые растут, поглощая зёрна, искажённые деформацией;
- собирательную — неискажённые зёрна растут за счёт друг друга, вследствие чего средняя величина зерна увеличивается;
- вторичную рекристаллизацию, которая отличается от собирательной тем, что способностью к росту обладают только немногие из неискажённых зёрен.

В ходе вторичной рекристаллизации структура характеризуется различными размерами зёрен (разнозернистость).
Термину «собирательная рекристаллизация» соответствует также термин нормальный (то есть, обычный) рост зерна.
Рекристаллизация устраняет структурные дефекты (в первую очередь уменьшает на несколько порядков плотность дислокаций), изменяет размеры зёрен и может изменить их кристаллографическую ориентацию (текстуру). Рекристаллизация переводит вещество в состояние с большей термодинамической устойчивостью: при первичной рекристаллизации — за счёт уменьшения искажений, внесённых деформацией; при собирательной и вторичной рекристаллизации — за счёт уменьшения суммарной поверхности границ зёрен. Рекристаллизация изменяет все структурно-чувствительные свойства деформированного материала и часто восстанавливает исходные структуру, текстуру и свойства (до деформации). Иногда структура и текстура после рекристаллизации отличаются от исходных, соответственно отличаются и свойства.
Рекристаллизация широко используется для управления формой зёрен, их размерами, текстурой и свойствами.
В сталях рекристаллизация сочетается со сфероидизацией цементита. Получаются круглые частицы цементита размером 0,5-2 мкм. Такая структура называется структурой сорбита отпуска. Термообработка, приводящая к ней, — улучшение.
В металлургии часто используют простое правило для определения температуры рекристаллизации сплава: в качестве её значения берут 0,4 от температуры плавления. Обычно такое приближение оказывается вполне достаточным.
Образование зародышей рекристаллизации и связанное с этим резкое изменение свойств характеризуют первичную рекристаллизацию, или рекристаллизацию обработки.
Увеличение времени выдержки при температуре рекристаллизации или дальнейшее повышение температуры нагрева приводят к росту центров рекристаллизации. На этот процесс большое влияние оказывают процессы самодиффузия атомов, и поэтому процессы роста зёрен при рекристаллизации имеют много общего с ростом зерна при полиморфном превращении.